# گویش فردی
در زبان‌شناسی دانش نظام زبانی یک گویشور را گویش فردی (انگلیسی: Idiolect) می‌گویند.
گونهٔ فردی نظام زبانی یا به عبارت دیگر شیوهٔ خاص گفتار (و نوشتار) یک فرد معین است که او را از دیگران متمایز می‌کند، و درست مانند اثر انگشت، منحصر به فرد است. مجموعهٔ ویژگی‌های آوایی، واژگانی، و حتی دستوری، سبک گفتاری (یا نوشتاری) خاص فرد را به وجود می‌آورند، که مانند یک عامل متمایز کنندهٔ هویت، او را از دیگران متمایز می‌کند. 
در رادیو، بحث گونهٔ فردی در سمت مخاطب محلی ندارد، اما در سمت گوینده عامل قابل توجهی است. اساساً تصمیم‌گیری در مورد این که فردی مناسب کار گویندگی هست یا نه، به عبارتی قضاوتی است دربارهٔ گونهٔ فردی گفتاری او. اما از این مرحله که بگذریم، می‌بینیم که در واقع
سبک‌های متفاوت گفتاریِ فردیِ گویندگان آنها را برای برنامه‌های متفاوتی مناسب می‌کند. 